# Show Me Your Love
"Show Me Your Love" é um single associado das boy bands sul-coreanas TVXQ e Super Junior, lançado em 15 de dezembro de 2005. O single bilingual em inglês e coreano alcançou a primeira posição no MIAK K-pop album charts, vendendo 49,945 cópias  até o final do ano.
A letra do rap de "Show Me Your Love" foram escritas por Heechul, Shindong e Eunhyuk, integrantes do Super Junior.

## Lista de faixas
Todas as letras escritas por Kenzie, todas as músicas compostas por Kenzie.
| N.º            | Título                                                     | Duração |  |
| 1.             | "Show Me Your Love"                                        | 4:12    |  |
| 2.             | "I Wanna Hold You" (por TVXQ)                              | 4:01    |  |
| 3.             | "(오늘만은) I'm Your Man" ((Oneulmaneun) por Super Junior) | 3:51    |  |
| 4.             | "Show Me Your Love" (Instrumental)                         | 4:03    |  |
| Duração total: | Duração total:                                             | 16:07   |  |

## Desempenho e vendas

### Korea Top 50 Monthly Charts
| Período          | Posição | Vendas |
| ---------------- | ------- | ------ |
| Dezembro de 2005 | 1       | 49,945 |
| Janeiro de 2006  | 16      | 56,141 |